# Tabanus audyi
Tabanus audyi är en tvåvingeart som beskrevs av Philip 1960. Tabanus audyi ingår i släktet Tabanus och familjen bromsar. Inga underarter finns listade i Catalogue of Life.